# Polystichum falcinellum
Polystichum falcinellum är en träjonväxt som beskrevs av Olof Peter Swartz, och fick sitt nu gällande namn av Carl Borivoj Presl. Arten ingår i släktet Polystichum och familjen Dryopteridaceae. Inga underarter finns listade.